# Piața Hercules
Piața Hercules este un ansamblu de monumente istorice aflat pe teritoriul orașului Băile Herculane.

## Galerie

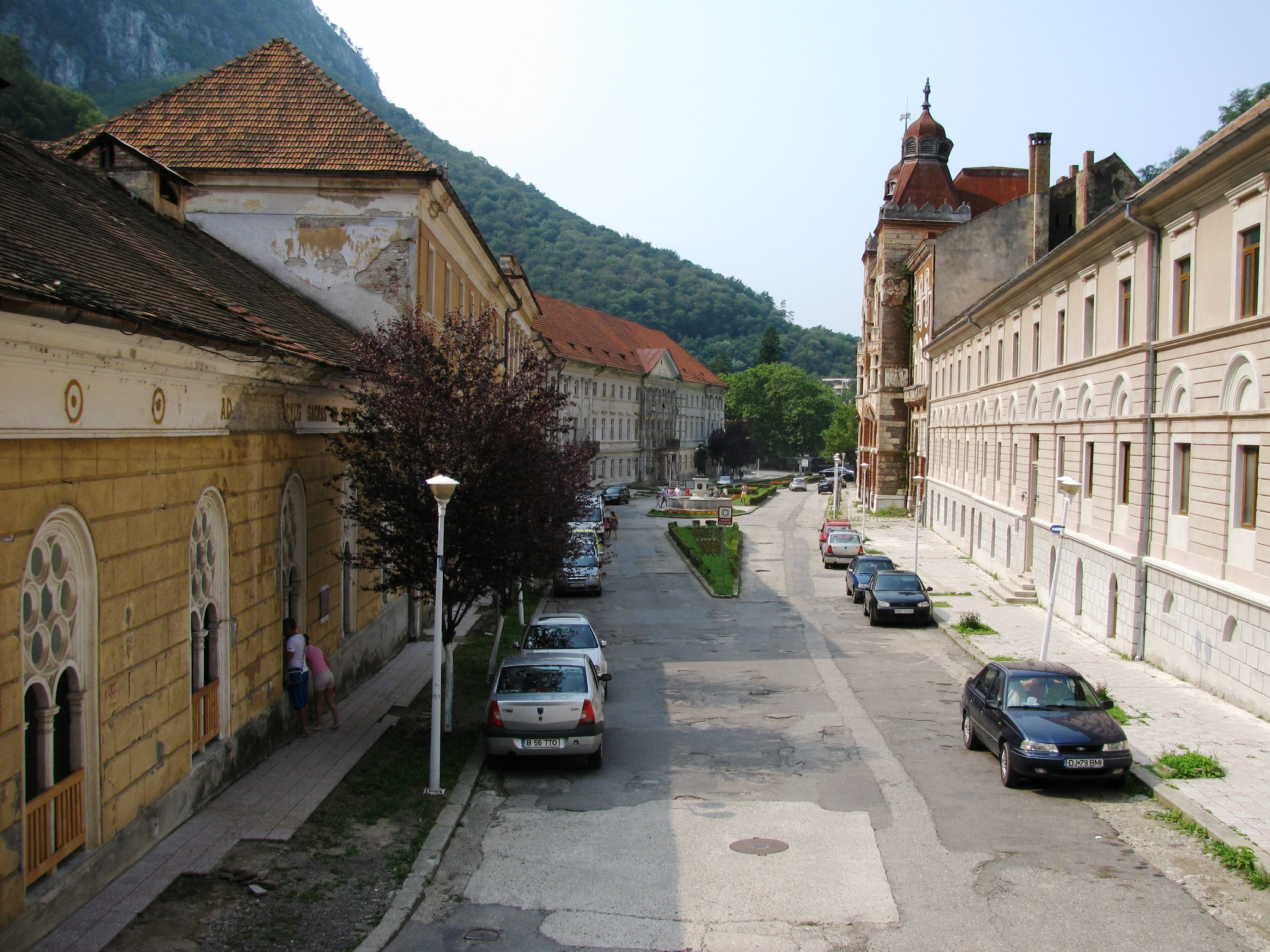
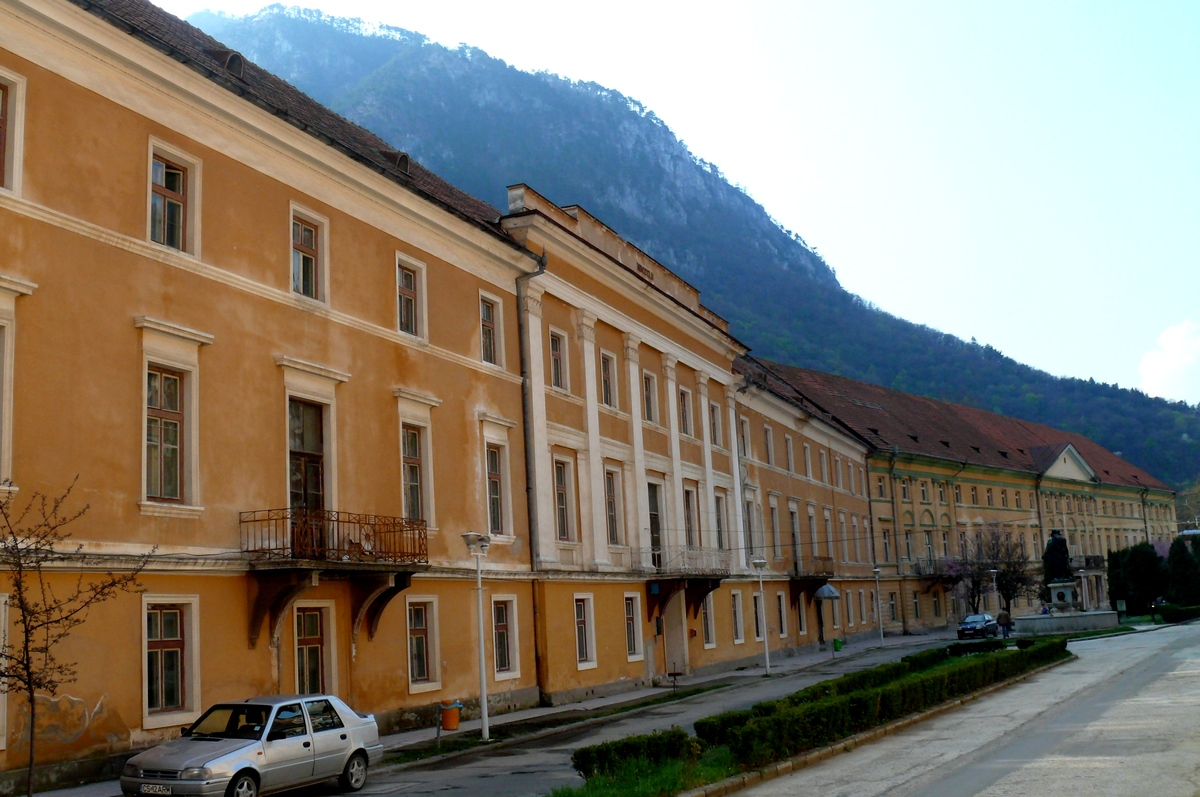
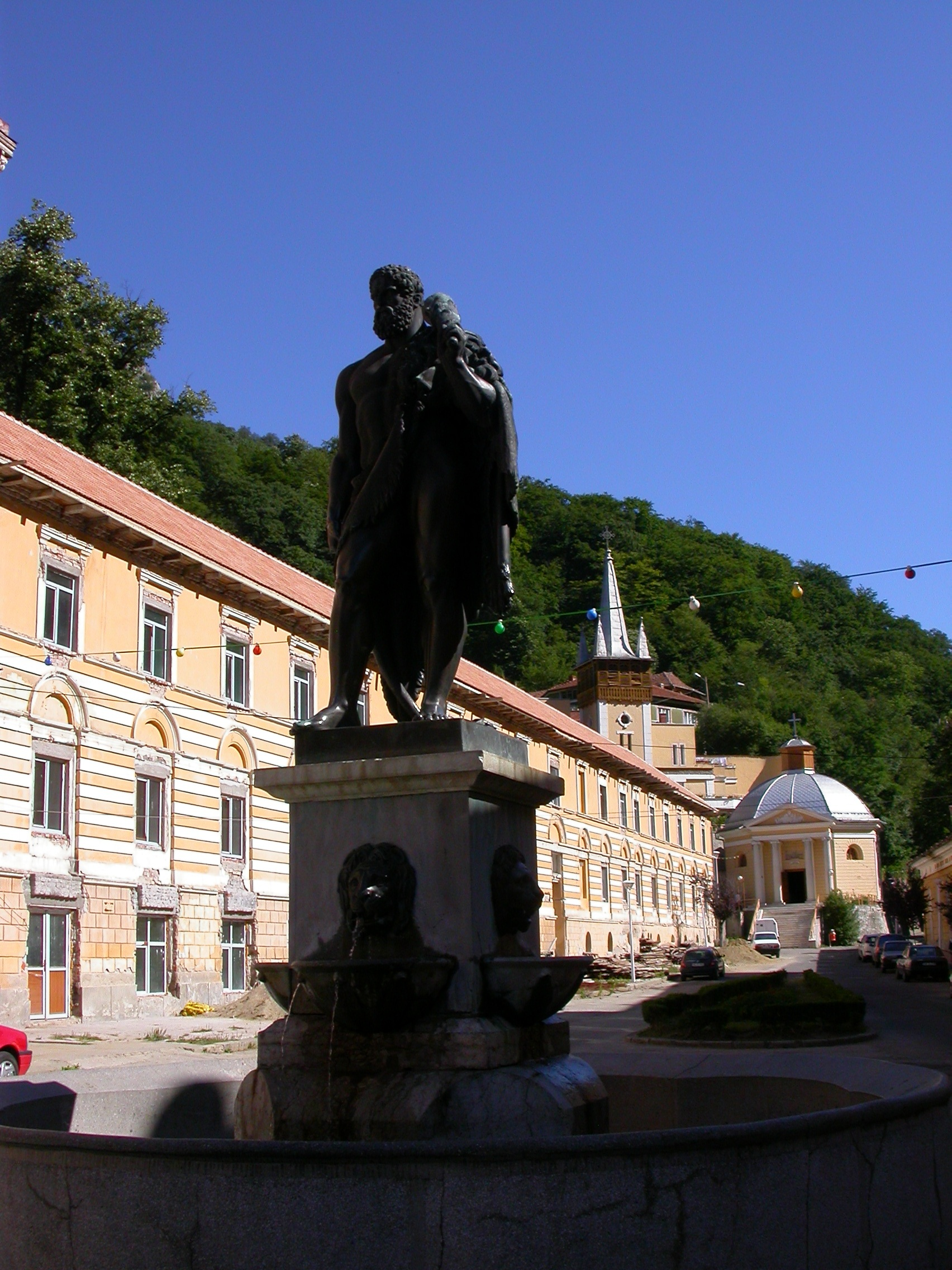
Statuia lui Hercules din Băile Herculane
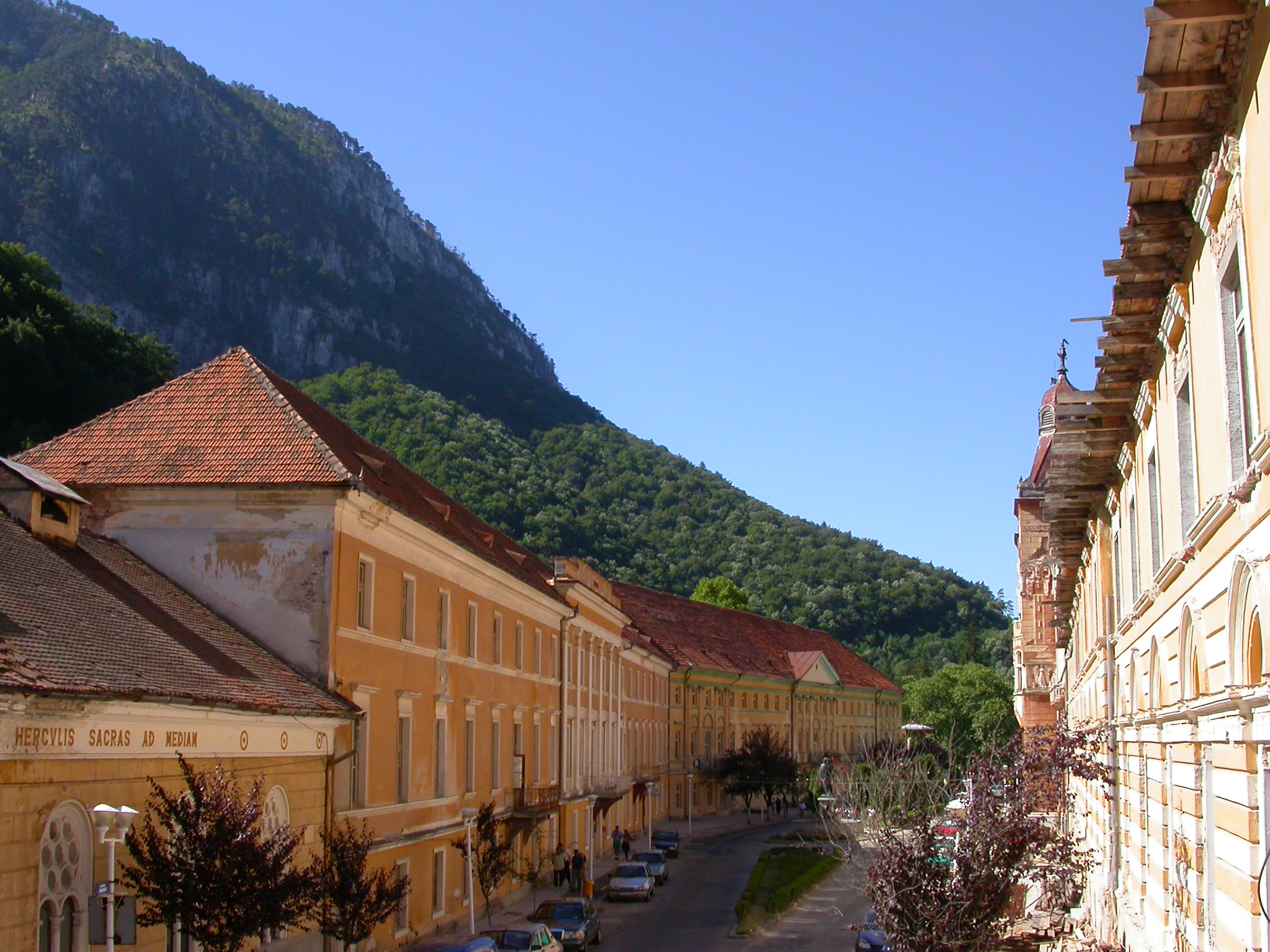
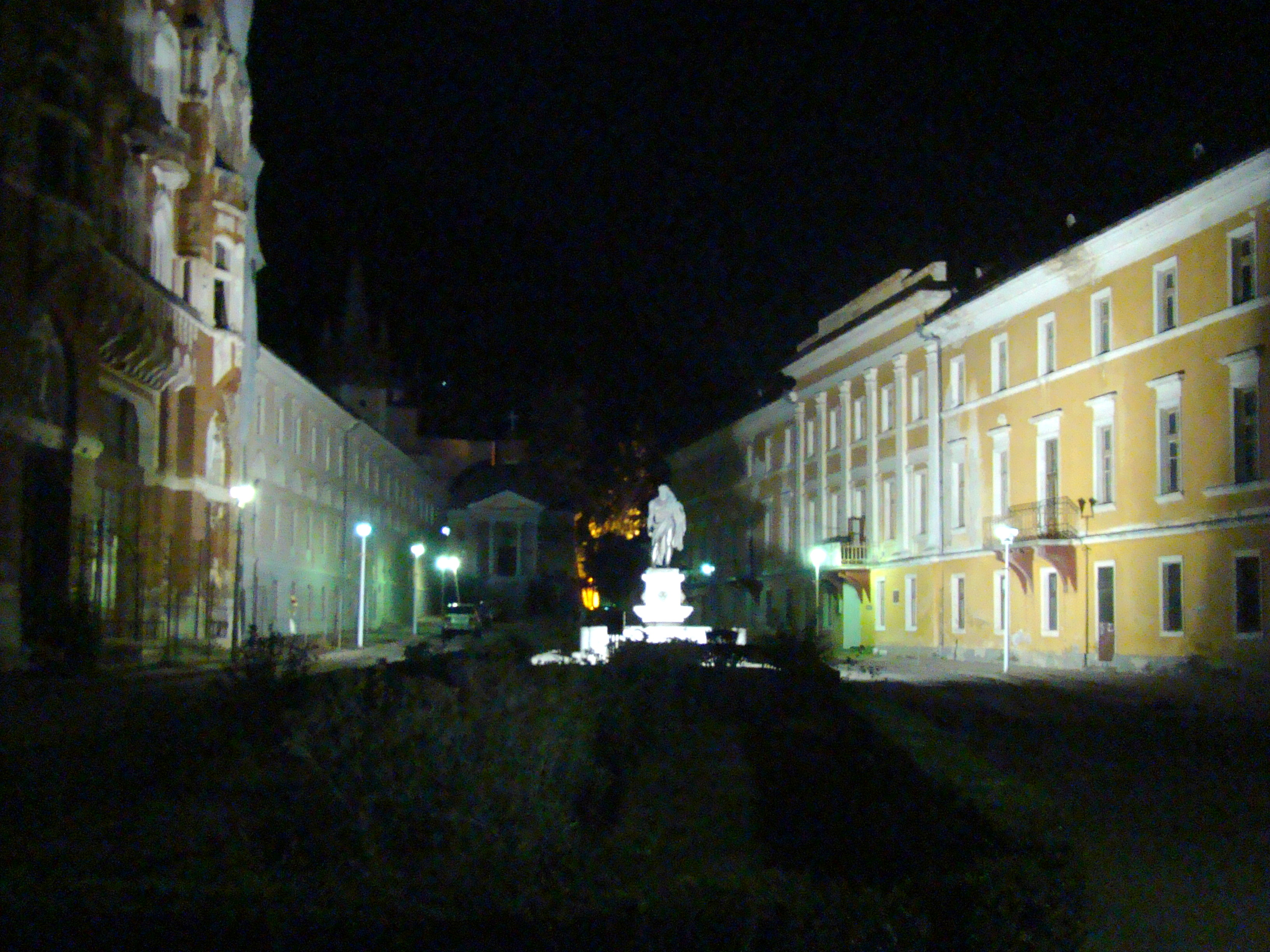